# Goatwhore
Goatwhore — американская блэк-дэт-метал-группа, основанная в 1997 году вокалистом/гитаристом Sammy Duet, после расформирования его предыдущей группы Acid Bath. В изначальный состав вошли вокалист L. Ben Falgoust II (ранее в Soilent Green), гитарист Ben Stout, басист Patrick Bruders и барабанщик Zak Nolan, которые сделали демозапись Serenades to the Tides of Blood в 1998 году. Первые два альбома вышли на американском лейбле Rotten Records, затем группа сменила лейбл на Metal Blade Records, на третьем альбоме A Haunting Curse (2006). Все последующие альбомы также были изданы на Metal Blade.

## Состав

### Текущий состав
- Sammy Duet — гитара, вокал (1997–настоящее время)
- Louis Benjamin Falgoust II — вокал (1998–настоящее время)
- Zack Simmons — ударные (2004–настоящее время)
- James Harvey — бас-гитара (2009–настоящее время)

### Бывшие участники
- Jared Benoit – вокал (1997)
- Ben Stout – гитара (1997–2002)
- Zak Nolan – ударные (1997–2003)
- Patrick Bruders – бас-гитара (1997–2004)
- Tim Holsinger – гитара (2002–2003)
- Nathan Bergeron – бас-гитара, вокал (2004–2009)

### Во время живых выступлений
- Rob «Trans Am» Coleman — бас-гитара (2014–настоящее время)[2]

## Дискография

### Альбомы
- The Eclipse of Ages into Black (2000)[4]
- Funeral Dirge for the Rotting Sun (2003)[5]
- A Haunting Curse (2006)[6]
- Carving out the Eyes of God (2009)[7]
- Blood for the Master (2012)[8][9]
- Constricting Rage of the Merciless (2014)[10][11][12][13]
- Vengeful Ascension (2017)

### Сплиты
- Goatwhore / Epoch of Unlight (2003)

### Синглы
- "(Don't Need) Religion" (2011)

### Демозаписи
- Serenades to the Tides of Blood (1998)